# ائتلاف گروه‌های هفت‌گانه
ائتلاف گروه‌های هفت‌گانه یک ائتلاف انتخاباتی متشکل از هفت گروه سیاسی کمونیستی بود که در انتخابات مجلس خبرگان قانون اساسی ایران در سال ۱۳۵۷ با هدف اعلام‌شده «افشاگری» به رقابت پرداخت. این ائتلاف همچنین از نامزدهای سازمان چریک‌های فدایی خلق ایران - که بخشی از ائتلاف نبود - علیرغم اختلافات بین خود، حمایت کرد.
پایه اصلی حامیان آن‌ها دانشجویان طبقات پایین و متوسط رو به پایین بود. نامزد پیشتاز این لیست مرتضی آلادپوش بود که تنها ۴۹٬۹۷۹ رای در حوزه انتخابیه تهران کسب کرد.

## حزب‌های ائتلاف
گروه‌های ائتلاف عبارت بودند از:
- سازمان رزمندگان آزادی طبقه کارگر، که به سادگی به نام رزمندگان شناخته می‌شد.
- سازمان پیکار در راه آزادی طبقه کارگر که به سادگی به نام «پیکار» شناخته می‌شد.
- گروه نبرد برای آزادی طبقه کارگر یک گروه کوچک ایرانی بود که از پذیرش عضویت در سازمان پیکار در راه آزادی طبقه کارگر خودداری می‌کرد.[۴] نشریه‌ای به نام نبرد از سوی این گروه منتشر می‌شد و رهبر آن امیرحسین احمدیان بود.
- اتحاد مبارزه در راه آرمان طبقه کارگر یک حزب کوچک کمونیستی در ایران بود. این گروه عمدتاً متشکل از تعدادی از اعضای مارکسیست مجاهدین بود که از پیوستن به سازمان پیکار خودداری می‌کردند. انشعاب در سازمان باعث تضعیف آن شد و اعضای باقی مانده به اتحادیه کمونیست‌های ایران پیوستند. سایر اعضایی که با رزمندگان آزادی طبقه کارگر متحد شدند، سرانجام حزب کمونیست کارگری ایران را تشکیل دادند.[۵][۶]
- مبارزان آزادی خلق ایران
- گروه پیوند
- مبارزان راه طبقه کارگر